# Lorenzo Cortesia
Lorenzo Cortesia (ur. 26 lipca 1999 w Treviso) – włoski siatkarz, reprezentant kraju, grający na pozycji środkowego. 
W kategoriach młodzieżowych grał dla zespołu Volley Treviso. Pierwszym jego klubem w karierze seniorskiej był Club Italia. W sezonie 2018/2019 zawodnik drużyny Emma Villas Siena. W 2019 roku został graczem Consaru Rawenna, gdzie grał tylko przez jeden sezon. W następnym sezonie przeniósł się do Itasu Trentino, grając przez rok. Od sezonu 2021/2022 występuje w drużynie Werona Volley

## Sukcesy klubowe
Liga Mistrzów:
- 2021

## Sukcesy reprezentacyjne
Olimpijski Festiwal Młodzieży Europy Kadetów:
- 2017

Mistrzostwa Europy Kadetów:
- 2017

Mistrzostwa Świata Juniorów:
- 2019

Letnia Uniwersjada:
- 2021[3]

Mistrzostwa Europy:
- 2021

Liga Narodów:
- 2025[4]

## Nagrody indywidualne
- 2017: Najlepszy blokujący Olimpijski Festiwal Młodzieży Europy Kadetów
- 2017: Najlepszy środkowy Mistrzostw Europy Kadetów
- 2017: Najlepszy blokujący Mistrzostw Świata Kadetów
- 2019: Najlepszy środkowy Mistrzostw Świata Juniorów